# 2284 San Juan
2284 San Juan је астероид главног астероидног појаса чија средња удаљеност од Сунца износи 2,325 астрономских јединица (АЈ).
Апсолутна магнитуда астероида је 12,7.